# 微嵌合體
微嵌合體是指有一小部份數量，來自於另一個人、遺傳上與宿主不同的細胞在宿主的身體內殘留。這很可能是一種自體免疫的病，通常見於懷過孕的婦女，又或是她的子女身上發現；亦有可能是病人在接受了器官移植之後，有細胞從移植的器官游離並游走到宿主的身體其他地方。不過，具體的機制到現在還是不太清楚。

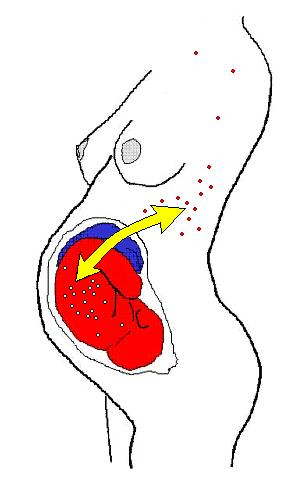
懷孕期間，由於母體及胎兒的免疫細胞有機會透過在胎盤進行的血液透析而進行交換，被交換的細胞在宿主內仍有可能會繼續分裂，並在胎兒出生後的數十年後依然留在宿主體內。

## 參看
- 嵌合體
- 腎移植
- 自體免疫